# 30-11-80 (Lied)
30-11-80 ist ein Song des deutschen Rap-Musikers Sido und den Rappern Eko Fresh, Lakmann, Laas Unltd., Nazar, Frauenarzt, Manny Marc, Bushido, BK, Olli Banjo, Tarek, Smudo, Erick Sermon, MoTrip, Moses Pelham, Bass Sultan Hengzt, Afrob, Dokter Renz und B-Tight aus Sidos gleichnamigem fünftem Studioalbum. Auf dem Titel wird Sido nach eigenen Angaben von nahezu all seinen Lieblingsrappern begleitet. Am 18. Oktober feierte das Musikvideo zu 30-11-80 Premiere und am 29. November 2013 wurde das Lied gemeinsam mit dem Album 30-11-80 veröffentlicht. Insbesondere auf Grund der Vielzahl der beteiligten Rapper aus der jahrelang zerstrittenen Deutschrap-Szene erhielt der Song besondere mediale Aufmerksamkeit. Als Single wurde er nicht veröffentlicht und war als einziger Titel des gleichnamigen Albums auch nicht einzeln digital erhältlich.

## Hintergrund
Im Sommer 2013 gab Sido bekannt, noch im selben Jahr sein fünftes Studioalbum mit dem Titel „30-11-80“, seinem Geburtsdatum, veröffentlichen zu wollen. Am 13. September 2013 kündigte Sido über Facebook für das Album einen „noch nie dagewesenen Posse Track mit 16 deutschen Rappern“ an. Über Twitter ließ er im Anschluss verlauten, dass dieses Lied den Großteil seiner persönlichen Lieblingsrapper beinhalten würde und darüber hinaus noch um einen US-amerikanischen Rapper ergänzt werden würde. Mit Veröffentlichung des Musikvideos am 18. Oktober stellte sich heraus, dass es sich bei diesem Lied um den Titeltrack des Albums handeln sollte und außer Sido selbst sogar 18 weitere Rapper an diesem beteiligt sein würden.
In einem Interview mit dem Musikjournalisten Falk Schacht gab Sido an, dass von seinen persönlichen Lieblingsrappern etwa sein Deine-Lieblings-Rapper-Kollaborationspartner Harris nicht auf dem Song „30-11-80“ vertreten sei, da sich ein Auftritt von diesem „nicht ergeben“ habe. Ebenso sei eine Beteiligung des Offenbacher Rappers Haftbefehl an dem Lied von Seiten Sidos ebenfalls vorgesehen gewesen. Dieser wollte jedoch nicht gemeinsam mit einigen der sonst beteiligten Künstler auf einem Lied vertreten sein. Von Bushido hatte Sido mehreren Interviews zufolge eine ähnliche Reaktion erwartet. Diesem sei es jedoch ein starkes Anliegen gewesen, an dem Lied beteiligt zu sein. Auch über einen Auftritt von Samy Deluxe hatte Sido nachgedacht, diese Idee jedoch angesichts persönlicher Unklarheiten zwischen beiden verworfen.
Nach Aussage Sidos ging es ihm in „30-11-80“ gleichzeitig darum zu verdeutlichen, dass die deutsche Rapszene die Zeit tiefer Feindschaften überwunden habe. Obwohl auf „30-11-80“ mehrere in den Beef-geprägten frühen 2000er-Jahren zwischenzeitlich miteinander verfehdete Rapper gemeinsam vertreten sind, hatte Sido demnach einzig bei Mitgliedern der in 90er-Jahren rivalisierenden Rap-Formationen Die Fantastischen Vier und Rödelheim Hartreim Projekt, Smudo und Moses Pelham, noch den Gedanken, dass „30-11-80“ bestehende Fronten beseitigen könne. Von der Konzeption sei das Lied außerdem durch sogenannte „Possetracks“ nach US-amerikanischem Vorbild, wie etwa dem 1999 erschienenen 5 Boroughs von KRS-One, Buckshot, Cam’ron, Keith Murray, Killah Priest, Prodigy, Redman, Run und Vigilante, inspiriert.
- Für Afrob, Dokter Renz und Smudo war „30-11-80“ die erste musikalische Zusammenarbeit mit Sido.
- BK war Teil der von Sido moderierten ORF-1-Sendung Blockstars – Sido macht Band und der daraus entstandenen Musikgruppe 3punkt5.
- Moses Pelham hatte 2012 auf seinem Studioalbum Geteiltes Leid III für den Titel Hoo ein Sido-Sample eingespielt.
- Erick Sermon ist mit dem Solo-Titel Make Room auf dem Soundtrack zu Sidos Kinofilm Blutzbrüdaz vertreten.
- Alle anderen beteiligten Künstler hatten zuvor bereits mindestens ein Lied gemeinsam mit Sido aufgenommen.

## Entstehung
Zu einer gemeinsamen Studioaufnahme der beteiligten Rapper kam es bei 30-11-80 nicht. Die einzelnen Beiträge wurden stattdessen von diesen eigenverantwortlich aufgenommen. Sido übernahm dabei die organisatorische Supervision und fragte bei einigen Künstlern nach deren Beteiligung erst an, nachdem die Beiträge anderer auf 30-11-80 vertretener Rapper bereits vollendet waren.

## Inhalt
Wenngleich der Songtitel 30-11-80 und Sidos Einladung zu einem Gastbeitrag für mehrere Strophen, etwa jene von Eko Fresh, Nazar, BK, Dr. Renz und B-Tight, einen groben Rahmen bildet, wechselt insgesamt der Inhalt des Liedes mehrfach zwischen genretypischer Selbstdarstellung und Bezügen auf Sidos Karriere. In letzterer Hinsicht tut sich insbesondere der Gastbeitrag von Laas Unltd, welcher sich fast völlig aus verschiedenen Titeln aus Sidos Diskografie zusammensetzt, hervor. Dieser nimmt dabei Bezug auf die Lieder Ich hasse dich, Ihr habt mich so gemacht, Bergab, Steh wieder auf, Steig ein, So mach ich es, Geboren um frei zu sein, Ich bereue nichts, Hol doch die Polizei, Schlechtes Vorbild, Meine Jordans, Carmen, Bilder im Kopf, Mein Testament, Der Himmel soll warten, Mama ist stolz, Augen auf, Fuffies im Club und Wenn das alles ist. Auch Smudo und Dr. Renz nehmen Bezug auf die Sido Titel Mama ist stolz bzw. Bilder im Kopf.
Darüber hinaus enthält 30-11-80 einige deutschrap-interne Bezüge. Der Beitrag Afrobs enthält eine Anspielung auf seinen eigenen Titel Wo sind die Rapper hin und MoTrips Strophe auf den unter seiner Beteiligung entstandenen Max-Herre-Song Rap ist. Des Weiteren bezieht sich Olli Banjo auf Kaas, Afrob auf das Berliner Rapbattle-Format Rap am Mittwoch und Erick Sermon auf den US-Rapper Kendrick Lamar. Bushido spielt in seiner Strophe mutmaßlich auf den Personenschutz an, unter welchem sein ehemaliger Protegé Kay One Medienberichten zufolge vom Landeskriminalamt Berlin seit einer Aussage gegen den Bushido-nahen Abou-Chaker-Clan gestellt wurde.
Darüber hinaus enthält der Song Anspielungen auf zeitgenössische Persönlichkeiten wie Cesar Millan, Michael Phelps, Serkan Tören, Lena Meyer-Landrut und Halle Berry sowie popkulturelle Objekte wie den Seriencharakter Steve Urkel, Donatella Versace (In Eko Freshs Part als „Döner-Teller Versace“) die South-Park-Figur Cartman oder die konstruierte Sprache der Star-Trek-Reihe, Klingonisch.

## Musikvideo
Zu 30-11-80 wurde am 18. Oktober 2013 ein Musikvideo veröffentlicht. Dieses zeigt alle beteiligten Rapper sowie den Produzenten DJ Desue, während derer jeweiligen Strophen. Mit Ausnahme der Atzen Frauenarzt und Manny Marc treten aber keine der Protagonisten gleichzeitig im Video auf. Das komplette Video ist dabei in schwarz-weiß gehalten. Die verschiedenen Teile des Musikvideos wurden dabei von den jeweiligen Künstlern in Eigenregie aufgenommen und später zusammengeschnitten.
Auf YouTube wurde das Musikvideo über 30 Millionen Mal (Stand: August 2020) aufgerufen.

## Rezeption
Das Lied 30-11-80 wurde von Kritikern überwiegend positiv aufgenommen. Die E-Zine Laut.de kritisierte zwar das Musikvideo als „uninspiriert“ bescheinigte aber allen 19 Künstlern „solide bis gute Parts“. Als besonders hervorstechend wurde dabei der provokante Beitrag Bushidos wahrgenommen. Die Backspin bezeichnete den Titeltrack im Rahmen ihrer Kritik zum Album „30-11-80“ als „krachende Ansage“ und sah ihn verantwortlich für eine hohe Erwartungshaltung an das Album, welche dieses schließlich nicht erfüllen habe können.
Das deutsche Hip-Hop Magazin Juice machte in seinem Jahresrückblick 2013 der 156. Ausgabe 30-11-80 als den zweitbesten nationalen Titel des Jahres 2013 aus. Bei der Verleihung der Hiphop.de Awards 2013, welche jährlich von der gleichnamigen Website vergeben werden, erreichte 30-11-80 in der Kategorie „Bester Song National“ hinter Bushidos Leben und Tod des Kenneth Glöckler und dem Titel Champions von Genetikk den dritten Platz.
In einer Leserumfrage der Website Hiphop.de machten deren Teilnehmer den Gastbeitrag Bushidos Beitrag vor den Strophen von Lakman und Eko Fresh als den stärksten Teil des Songs aus.

## Live-Auftritte
Am 3. Dezember 2013 gab Sido in einer Berliner Straßenbahn ein von dem Radio-Sender Fritz präsentiertes „Tramkonzert“. In dessen Verlauf spielte er 30-11-80 und wurde dabei von Bass Sultan Hengzt, Frauenarzt und Manny Marc, die allesamt ihre Strophen des Liedes vortrugen, begleitet. Zum Eingang des Liedes rappte Sido zudem einen Teil der Strophe von Eko Fresh. Bei dem, am 28. Februar 2014 abgehaltenen, zweiten Konzert seiner Deutschland-Tournee in der Berliner Columbiahalle führte Sido gemeinsam mit Bass Sultan Hengzt, Frauenarzt, Manny Marc, Tarek, Laas Unltd., Afrob und Bushido 30-11-80 auf.
Der Hip-Hop Produzent Psaiko.Dino ließ am 17. Januar 2014 die offizielle Releaseparty seines Debütalbums #Hangster im Stuttgarter LKA Longhorn mit einem Remix des Haftbefehl-Liedes Chabos wissen wer der Babo ist abschließen, bei welchem dieser von zahlreichen weiteren Künstlern, unter diesen Celo & Abdi, Milionair, Cro, B-Tight, Eko Fresh, DCVDNS, Palina Rojinski und Psaiko.Dino selbst, begleitet wurde. Einige der beteiligten Rapper trugen dabei über die Musik des Liedes Textteile eigener Titel vor. B-Tight wählte dabei seine Strophe aus 30-11-80.
Beim Auftritt von Sido auf dem Splash! Festival 2017 wurde ein Remix von 30-11-80 präsentiert, bei dem Estikay, Celo & Abdi, Haftbefehl, Hanybal und Nimo als Feature-Gäste auftraten. Von der ursprünglichen Besetzung war B-Tight dabei. Auffällig ist, dass alle außer Estikay und B-Tight aus der Frankfurter Rap-Szene stammen.